# Івово
Івово (рос. Ивово) — село у Липецькому районі Липецької області Російської Федерації.
Населення становить 436 осіб. Належить до муніципального утворення Івовська сільрада.

## Історія
З 13 червня 1934 до 1954 року у складі Воронезької області. Відтак входить до складу Липецької області.
Згідно із законом від 2 липня 2004 року № 114-оз органом місцевого самоврядування є Івовська сільрада.

## Населення
| 2010 | 2012 |
| ---- | ---- |
| 376  | ↗436 |

## Уродженці
- Муравльов Микола Васильович (1924—1956) — капітан Радянської Армії, учасник придушення Угорської революції 1956 року, Герой Радянського Союзу.